# Kazan Watanabe
Kazan Watanabe (jap. 渡辺崋山 Watanabe Kazan; ur. 20 października 1793, zm. 23 listopada 1841) – japoński uczony i malarz.

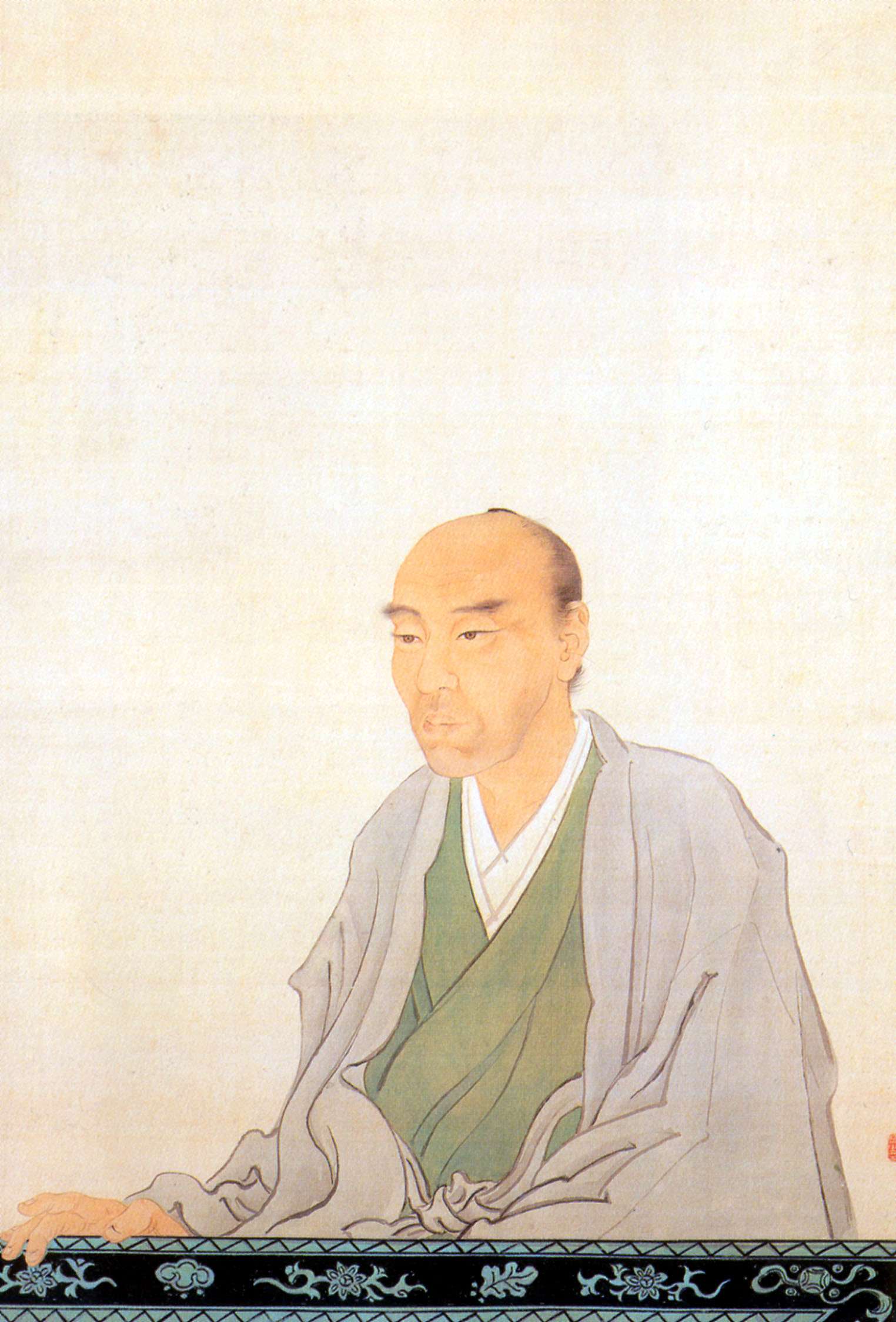
Kazan Watanabe, portret

Pochodził ze zubożałej rodziny samurajskiej. Malarstwa uczył się u Bunchō. Służył u daimyō hanu Tawara (prowincja Mikawa). Był przeciwnikiem izolacjonistycznej polityki siogunatu Tokugawa i nawoływał do nawiązania kontaktów handlowych i kulturowych z Zachodem. Spędził z tego powodu kilka lat w areszcie domowym, a w końcu został zmuszony do popełnienia seppuku.
Znany głównie jako twórca naturalistycznych portretów, tworzył także przedstawienia kwiatów i bambusów malowanych techniką mokkotsu oraz malarstwo pejzażowe w stylu nanga, inspirowane dziełami mistrzów chińskich, głównie Wu Zhena i Zhen Xie. Biorąc za punkt wyjścia tradycyjną zasadę harmonii malarstwa, poezji i kaligrafii nie naśladował jednak bezrefleksyjnie dawnych mistrzów, szukając nowych rozwiązań plastycznych. W swoich obrazach stosował zaczerpniętą z malarstwa zachodniego perspektywę.